# Isabel de Luxemburgo (1901–1950)
Isabel de Luxemburgo (7 de março de 1901 - 2 de agosto de 1950) foi uma princesa de Luxemburgo por nascimento e uma princesa da Casa de Thurn e Taxis através de seu casamento com o príncipe Luís Filipe de Thurn und Taxis.  

## Família
Elisabeth foi a quinta filha de Guilherme IV de Luxemburgo e sua esposa a Maria Ana de Bragança, Grã-duquesa do Luxemburgo. Suas duas irmãs mais velhas eram Maria Adelaide e Carlota.

## Casamento e filhos
Isabel casou com o príncipe Luís Filipe de Thurn und Taxis, quarto filho de Alberto, 8.º Príncipe de Thurn e Taxis e de sua esposa a arquiduquesa Margarida Clementina da Áustria, em 14 de novembro 1922 em Hohenburg, Baviera, Alemanha. Isabel e Luís teve dois filhos:
- Anselmo de Thurn und Taxis (14 de abril de 1924 - 25 de fevereiro de 1944), morto na Segunda Guerra Mundial
- Iniga de Thurn und Taxis (25 agosto de 1925 - 17 de setembro de 2008) casou com Eberhard de Urach em 18 de maio de 1948. Eles têm cinco filhos.

Luís morreu em 1933 em sua casa, no palácio Niederaichbach. Isabel foi vítima de um acidente de carro em 1950 aos 49 anos, e foi enterrada ao lado de seu marido na Abadia de Emmeram, Regensburg.

## Títulos e estilos
- 7 de março de 1901 - 14 de novembro 1922: Sua Alteza Grão-ducal a princesa Isabel de Luxemburgo
- 14 de novembro de 1922 - 2 de agosto de 1950: Sua Alteza Grão-ducal a princesa Isabel de Thurn e Taxis, Princesa de Luxemburgo